# Pennisetum sagittatum
Pennisetum sagittatum är en gräsart som beskrevs av Johannes Jan Theodoor Henrard. Pennisetum sagittatum ingår i släktet borstgräs, och familjen gräs. Inga underarter finns listade i Catalogue of Life.